# Pichação

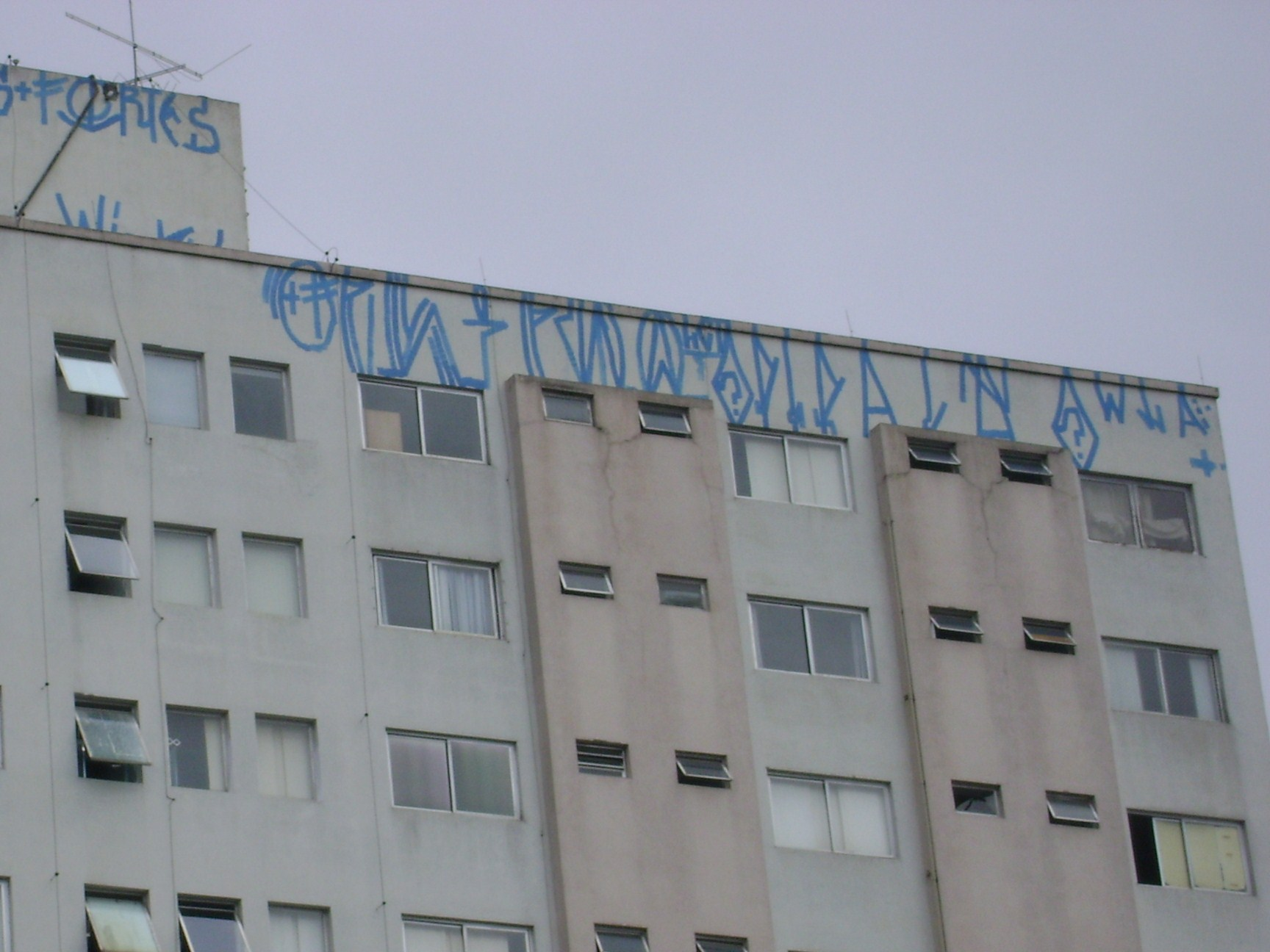
La pichação posseeix una tipografia única al món. Els seus traçats són angulosos i verticals, i guarden certa similitud amb l'alfabet rúnic. És freqüent veure pichação en la part alta dels edificis.

Pichação és una forma d'art visual urbana, realitzada de manera il·legal, que neix com a tal a São Paulo als anys 1980, tot i que a la dècada del 1960 ja hi havia pintades reivindicatives contra la dictadura militar del Brasil en el context de la lluita sindical. 

## Etimologia
En portuguès, el verb pichar prové del mot piche, una substància similar a la brea, el quitrà o la pega (piche i pega comparteixen la mateixa arrel llatina, pix). També es pot trobar escrit amb x: pixação.

## Característiques
La pichação es distingeix per dues característiques especials: d'una banda una tipografia única i, d'altra banda, que és realitzada generalment en zones altes i/o inaccessibles, fet que el diferencia del grafit convencional. La pichação també es caracteritza pel seu caràcter clandestí, l'origen majoritàriament humil i marginal de la majoria dels seus practicants, la illegibilitat dels caràcters emprats, la seva perillositat (ja que en moltes ocasions els pichadores arrisquen la seva pròpia vida escalant edificis sense cap mena de seguretat) i la polèmica que genera el propi pichação, amb els seus defensors i detractors dins del món artístic.
La pichação ha inspirat artistes urbans brasilers com Os Gêmeos i Nunca (Francisco Rodrigues da Silva).
Els pichadores s'agrupen en crews que rivalitzen per arribar als llocs més recòndits i inaccessibles i en omplir el major nombre d'espais amb la seva signatura. A diferència del grafit convencional, els pichadores omplen les façanes dels edificis de grafits, arribant a escalar-los sense cap mena de protecció.
Busquen en les cornises superiors i façanes dels edificis i gratacels de les ciutats els espais més desitjats per als seus pichos. Els pichadores escriuen el seu pseudònim i el del seu grup. A diferència del grafit, per al pichador l'estètica és un valor secundari, hi ha una preponderància per la tipografia i els dibuixos i les il·lustracions acostumen a ser força simples, propers a símbols. Respecte als colors del missatge, se sol utilitzar un sol color. Una altra diferència fonamental amb el grafiti és que els espais per al pichação mai no són autoritzats o cedits, són sempre realitzats de forma il·legal. Per tant, els suports són el més variat possible: de les parets dels edificis a monuments, fins i tot espais de la ciutat que tinguin especial valor històric o cultural.
Els pichadores han arribat fins i tot a pintar sobre murals patrocinats per l'ajuntament de São Paulo com a protesta contra l'art oficial.
La tipografia dels noms i els números dels jugadors impresos en les noves equipacions de la selecció brasilera estan clarament inspirats en la pichação.

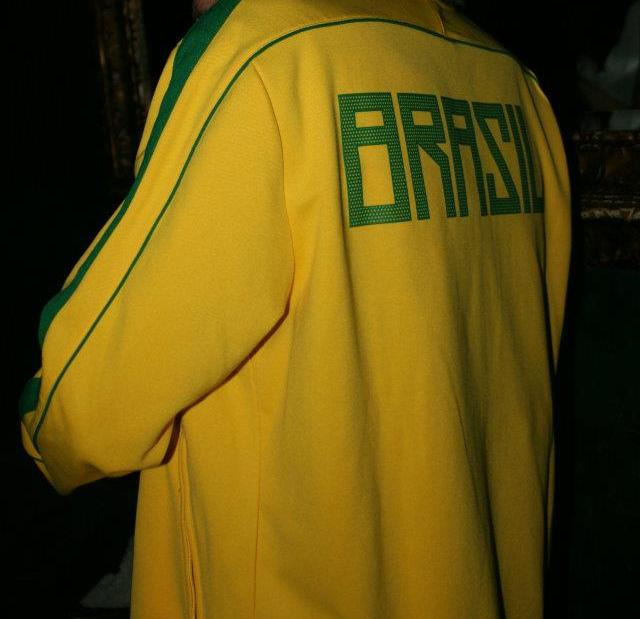
La tipografia de les noves equipacions de la selecció brasilera està clarament inspirada en la pichação.

## La tipografia

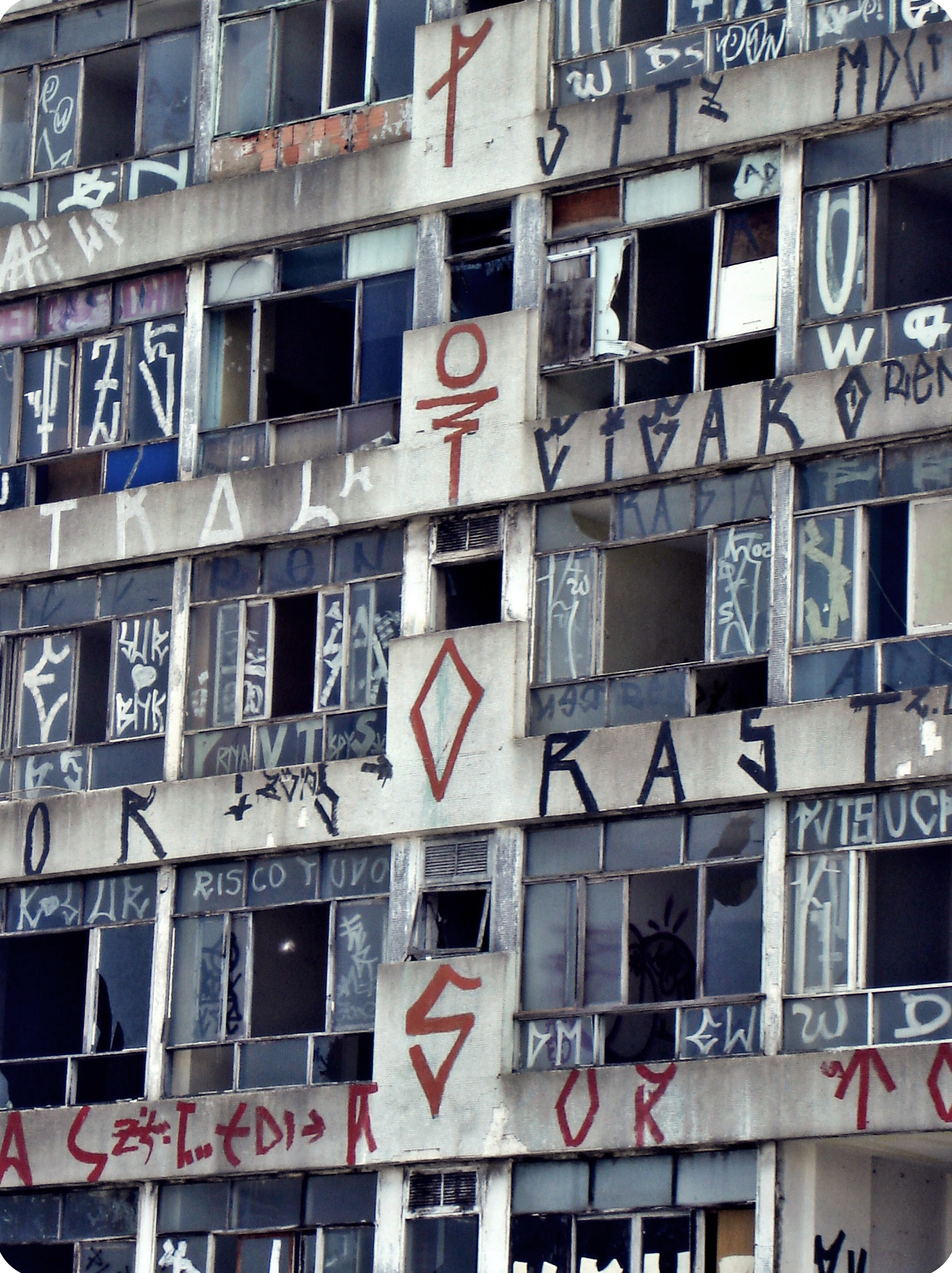
La pichação s'ha convertit en un element característic del panorama urbà de São Paulo.

Les lletres de l'alfabet utilitzat pels pichadores es caracteritzen per un estil vertical que recorda l'alfabet rúnic dels antics pobles germànics, en el qual la violència dels traços predomina sobre la seva dimensió plàstica. De la mateixa manera que en els tags, un profà en la matèria no és capaç d'entendre'l donada la seva naturalesa il·legible. La raó del desenvolupament d'aquest alfabet és a causa de les condicions en les quals es desenvolupa la pichação.
Existeixen dos elements bàsics que influeixen en la formació de la tipografia pichação: la topografia de São Paulo, que té un nombre absurd d'edificis, i els logotips de les bandes de rock anglosaxones dels 80 com Manowar, que solien utilitzar tipografia semblant a la de l'alfabet rúnic escandinau.
Les línies rectes que formen una sèrie d'angles (característiques de la tipografia de la pichação) tenen a veure amb les línies arquitectòniques dels edificis; així, el mapa de São Paulo passa a ser una espècie de llibre de cal·ligrafia gegantí en el qual els pichadores són els encarregats d'omplir tots els espais en blanc. Aquestes línies rectes de la pichação venen a trencar amb l'estètica graffitera novaiorquesa per crear quelcom nou, molt més relacionat amb l'arquitectura. La pichação entra a llocs molt més recòndits que el grafiti i usa tots els espais disponibles, fins als últims pisos dels edificis; és per això que avui encara és possible de trobar mostres fetes vint anys enrere.

## Context i motivacions
La pichação sorgeix en el context de São Paulo, megalòpolis monstruosa, industrial i amb grans nivells de desigualtat social. En aquest sentit, els pichadores senten la necessitat de cridar l'atenció de la societat en el context d'una metròpolis marcada per la deshumanització i l'alienació dels seus habitants.
Els pichadores busquen, d'aquesta forma, expressar el malestar que sorgeix com a reacció a l'exclusió social. La pichação planteja una crítica a la situació general de l'art actual, en la mesura que l'acusa d'estar més preocupat de la seva mercantilització que de fer un art de qualitat. D'aquí el seu esperit inconformista i desinteressat, que es mostra en bloc, atacant en silenci i sense pietat tot el que forma part de l'oficialitat.
La pichação pot entendre's com una agressió als patrons estètics de les classes acomodades, i sorgeix a la ciutat com un símptoma dels greus problemes socials característics de São Paulo (drogues, delinqüència, educació pública deficient, manca d'habitatge i alimentació, etc.) D'aquesta forma els pichadores busquen fer-se notar i captar l'atenció d'un sistema que sistemàticament els exclou. A més, la competició entre crews i l'adrenalina generada d'escalar edificis és una altra de les seves motivacions.

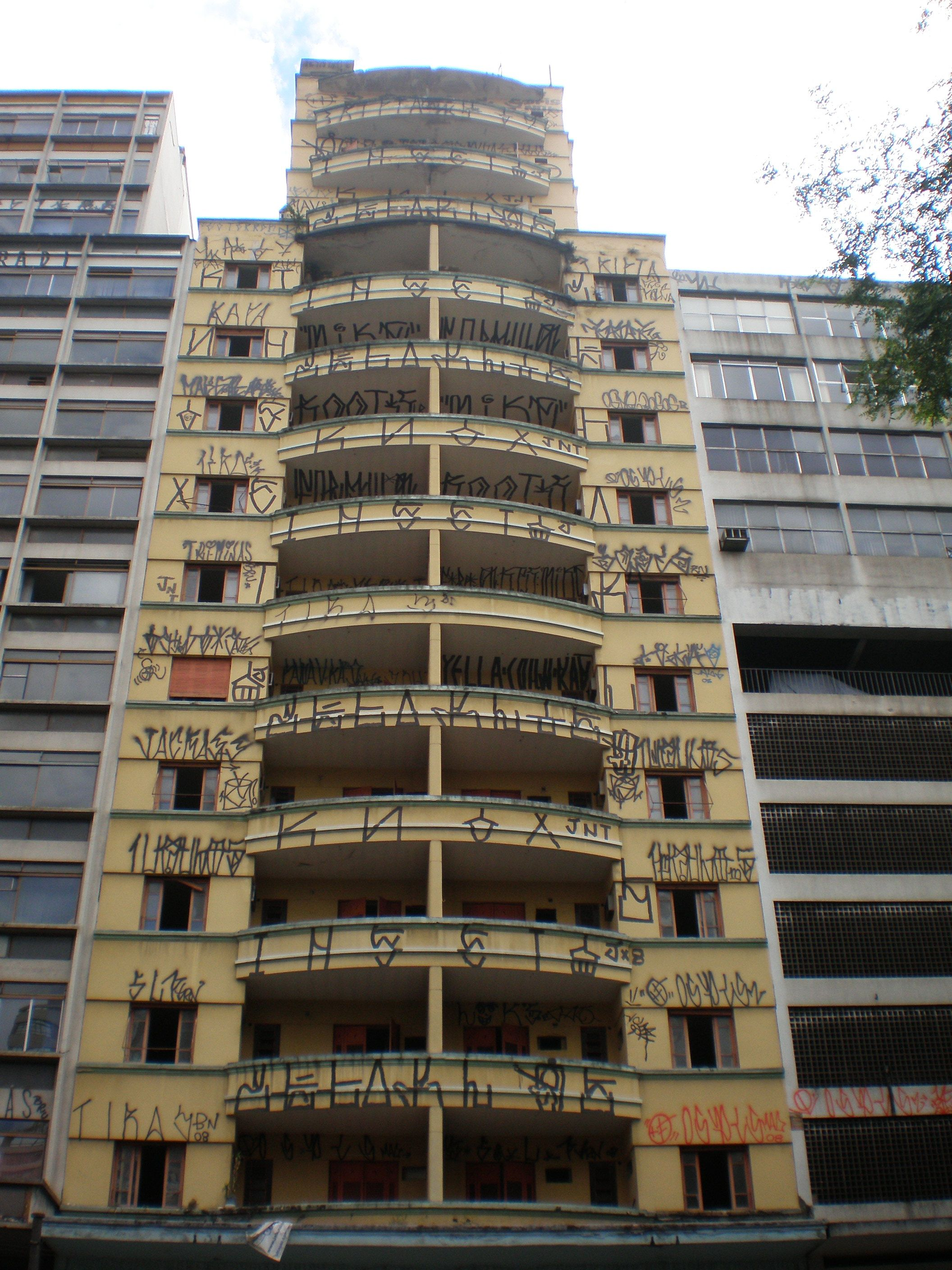
Edifici ple de pichação a São Paulo. A les zones més degradades i marginals de la ciutat, la pichação es fa més freqüent, encara que és present a tota la ciutat.

## Polèmica
Durant la 28a Biennal Internacional d'Art de São Paulo uns 40 joves pichadores aparegueren el 26 de octubre de 2008 i començaren a realitzar pichação a les parets del segon pis de l'edifici del pavelló on es desenvolupava la Biennal. El pis estava amb les parets en blanc, sense obres artístiques, ja que era un espai teòricament obert a intervencions artístiques lliures. A més de les firmes habituals, un dels joves escrigué Abaixo a ditadura criticant l'art contemporani comercial.
Una jove, Caroline Pivetta da Mota, de 23 anys, estigué presa més de 50 dies per haver participat en l'acció artística. El fet generà diverses manifestacions i reactivà la polèmica sobre l'accés a la justícia per part dels més pobres, així com sobre el valor artístic de la pichação en el context de l'art contemporani.
Mentre que per als seus detractors la pichação és simple vandalisme, els seus defensors entenen que constitueix un fenomen artístic genuí i únic al món. El fenomen de la pichação, més que aportar llum per a una eventual resposta definitiva, suma interrogants que engrandeixen aquest immens i intricat problema filosòfic i social.

## Galeria d'imatges

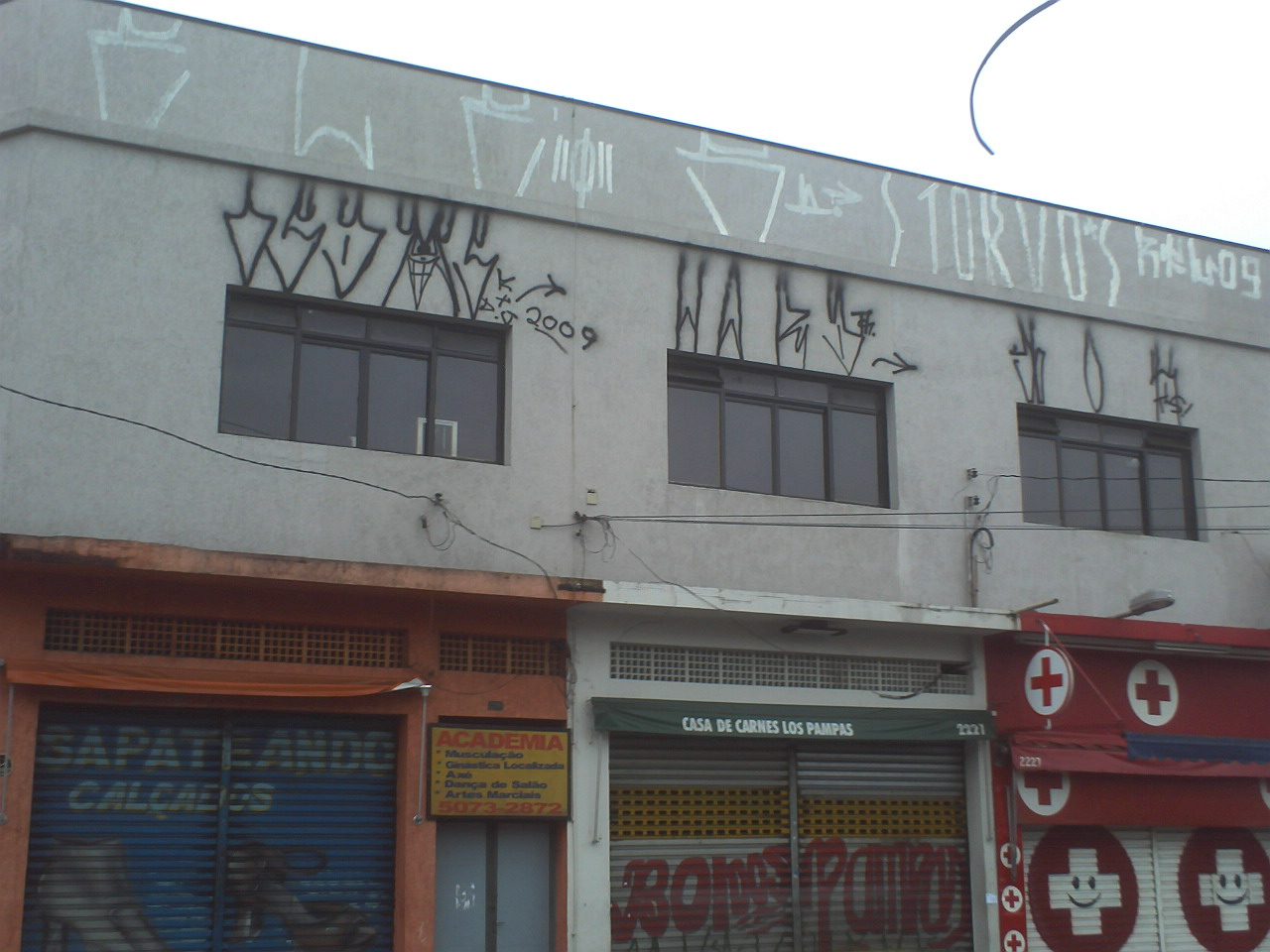
Edifici pichado
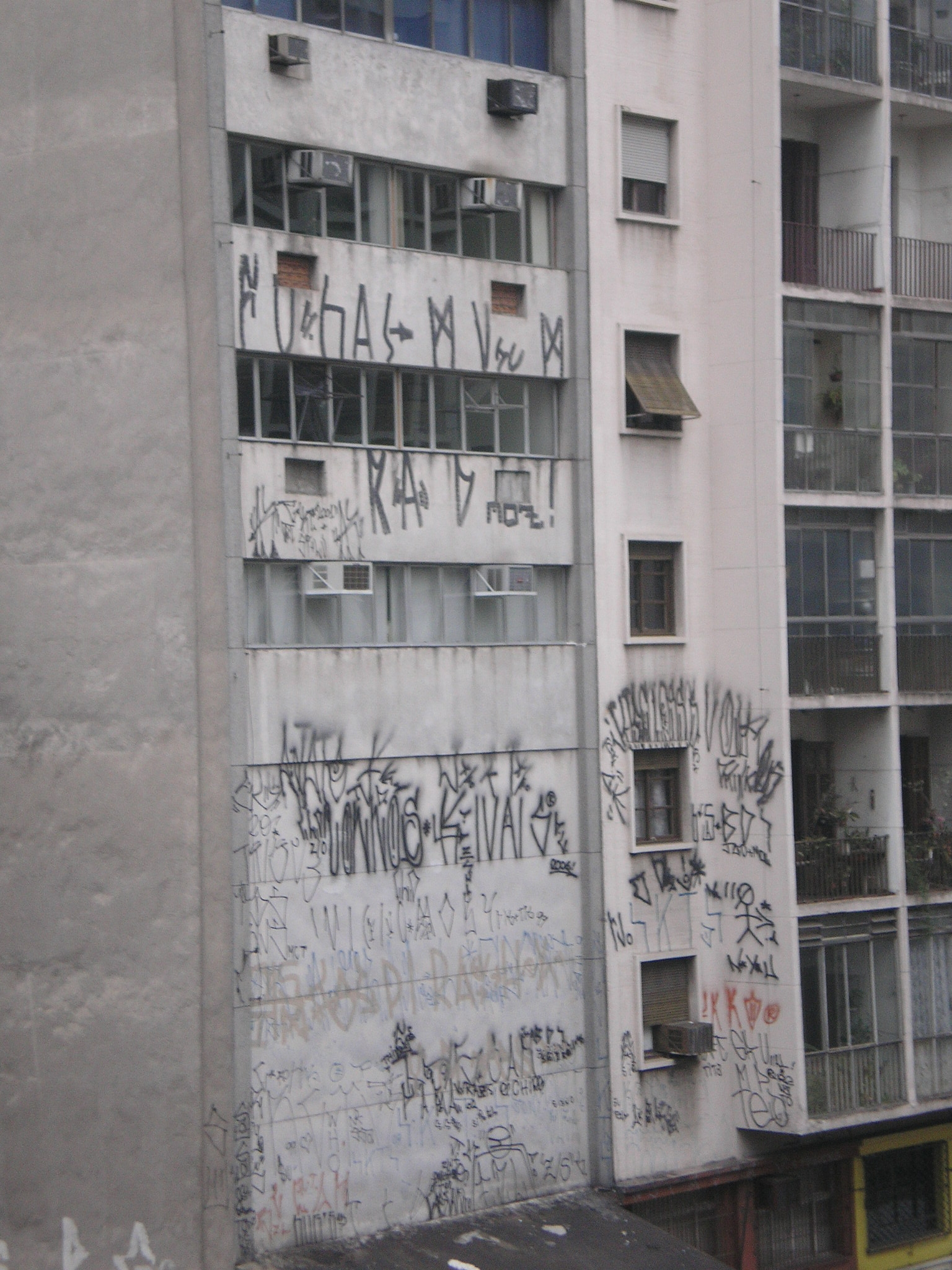
Pichação a São Paulo
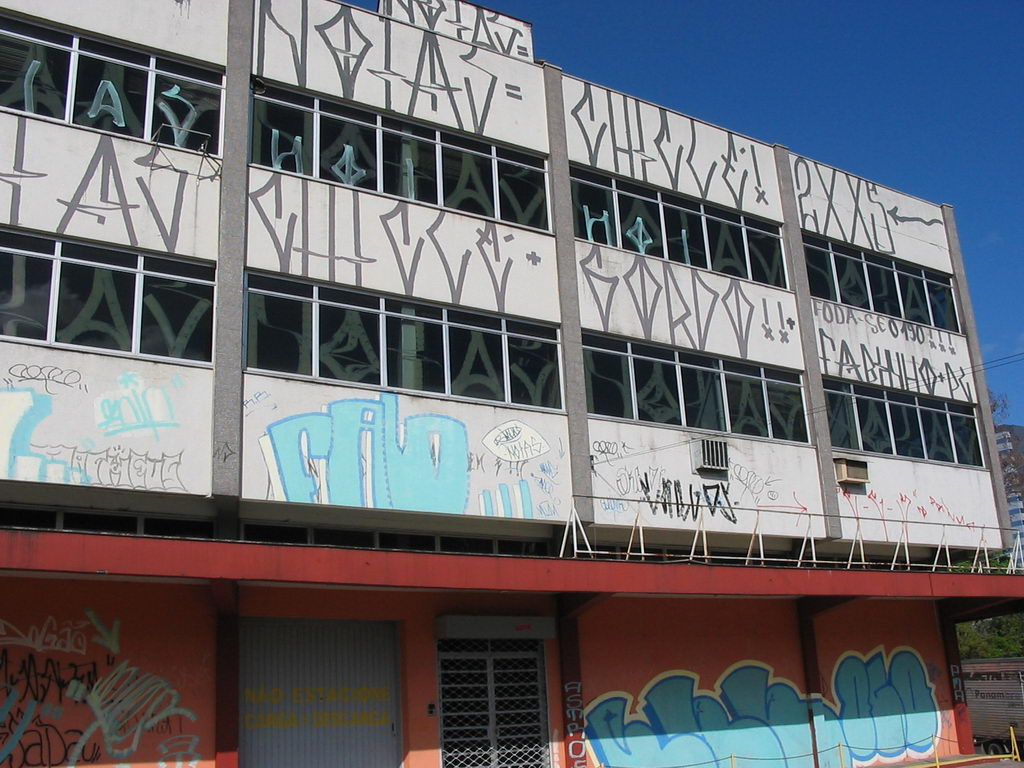
Pichação a São Paulo
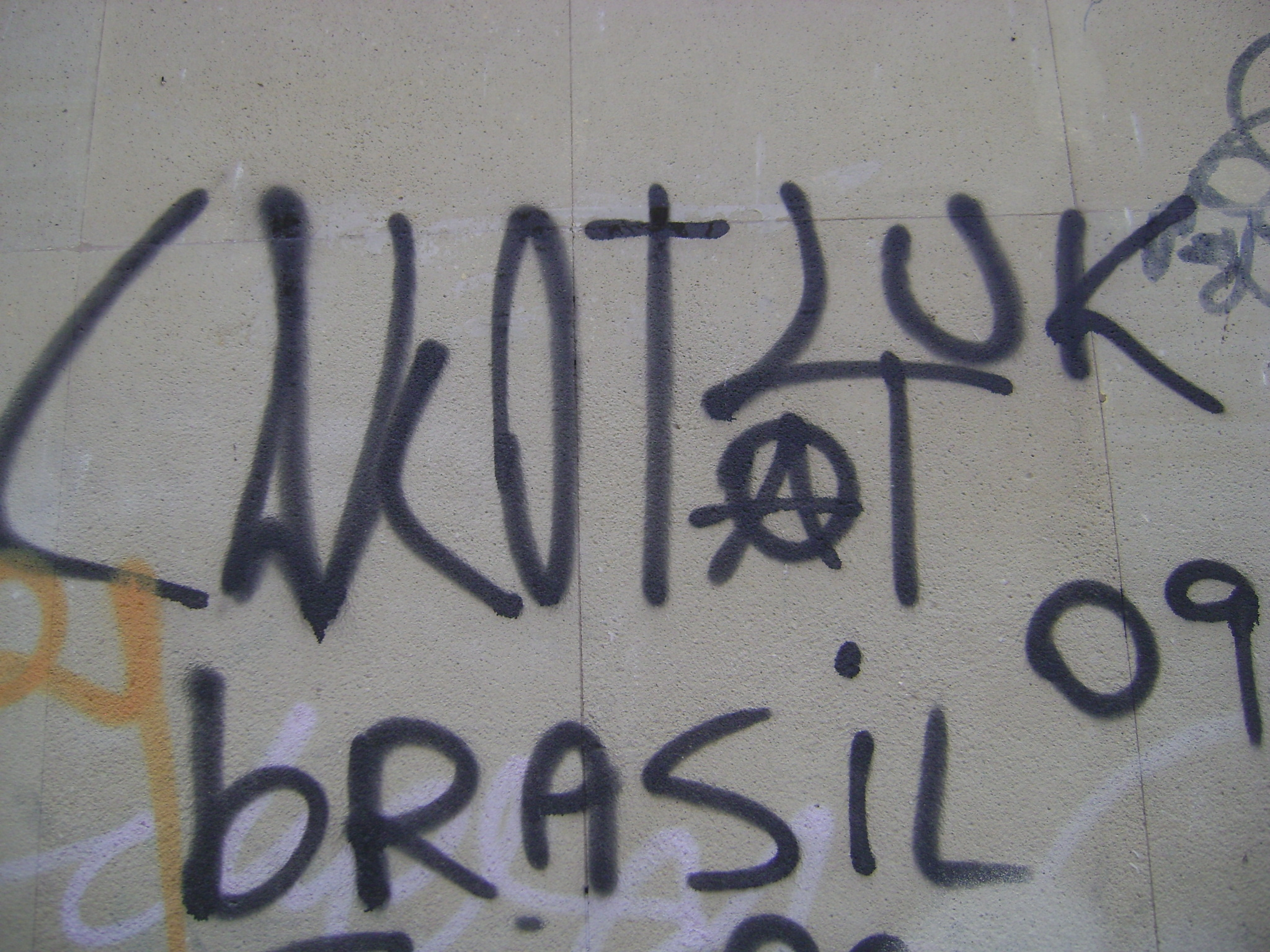
Pichação a Salamanca